# Куп Југославије у фудбалу 1984/85.
Куп Југославије 1984/85. је била 37. сезона најбољег фудбалског такмичења у СФР Југославији, Југословенски купа (српскохрватски: Куп Југославије), познатог и као „Куп маршала Тита“ (Куп Маршала Тита), од његовог оснивања 1946.

## Календар такмичења
| Рунда                    | Мечева | Датум              | Клубова | Фазе    |
| ------------------------ | ------ | ------------------ | ------- | ------- |
| Прва рунда (1/32 рунда)  | 1      | 29. август 1984.   | 16      | 32 → 16 |
| Друга рунда (1/16 рунда) | 1      | 10. октобар 1984.  | 8       | 16 → 80 |
| Четвртфинале             | 1      | 13. март 1985.     | 4       | 8 → 4   |
| Полуфинале               | 1      | 11. април 1985.    | 2       | 4 → 2   |
| Финале                   | 2      | 7. и 24. мај 1985. | 2       | 2 → 1   |

## Прва рунда
| Бр. ут. | Домаћин           | Резултат       | ост                |
| ------- | ----------------- | -------------- | ------------------ |
| 1       | Белишће           | 0–1            | Војводина          |
| 2       | Црвена звезда     | 1–0            | Челик Зеница       |
| 3       | Динамо Винковци   | 0–1            | ОФК Кикинда        |
| 4       | Динамо Загреб     | 2–0            | Влазними Ђаковица  |
| 5       | Искра Бугојно     | 1–0            | Приштина           |
| 6       | Јединство Параћин | 0–0 (7–6 Пен.) | Слобода Тузла      |
| 7       | Карловац          | 1–4            | Вардар             |
| 8       | Леотар            | 1–0            | Жељезничар         |
| 9       | Осијек            | 3–1            | Иванград           |
| 10      | Пелистер          | 4–1            | Сарајево           |
| 11      | Рад               | 0–2            | Ријека             |
| 12      | Раднички Ниш      | 1–1 (5–6 Пен.) | Олимпија Љубљана   |
| 13      | Раднички Пирот    | 0–1            | Хајдук Сплит       |
| 14      | Триглав           | 0–4            | Партизан           |
| 15      | Задар             | 0–4            | Будућност Титоград |
| 16      | Вршац             | 0–0 (1–4 Пен.) | Вележ              |

## Друга рунда
| Бр. ут. | Домаћин            | Резултат       | Гост              |
| ------- | ------------------ | -------------- | ----------------- |
| 1       | Будућност Титоград | 0–1            | Искра Бугојно     |
| 2       | Хајдук Сплит       | 5–0            | Јединство Параћин |
| 3       | ОФК Кикинда        | 0–3            | Динамо Загреб     |
| 4       | Олимпија Љубљана   | 3–0            | Пелистер          |
| 5       | Партизан           | 0–0 (4–3 Пен.) | Ријека            |
| 6       | Вардар             | 2–4            | Црвена звезда     |
| 7       | Вележ              | 3–1            | Осијек            |
| 8       | Војводина          | 0–0 (5–4 Пен.) | Леотар            |

## Четвртфинале
| Бр. ут. | Домаћин       | Резултат | Гост             |
| ------- | ------------- | -------- | ---------------- |
| 1       | Динамо Загреб | 3−1      | Хајдук Сплит     |
| 2       | Искра Бугојно | 2–1      | Вележ            |
| 3       | Партизан      | 0−2      | Црвена звезда    |
| 4       | Војводина     | 3–0      | Олимпија Љубљана |

## Полуфинале
| Бр. ут. | Домаћин       | Резултат       | Гост          |
| ------- | ------------- | -------------- | ------------- |
| 1       | Црвена звезда | 3–2            | Војводина     |
| 2       | Динамо Загреб | 1–1 (5–2 Пен.) | Искра Бугојно |

## Финале

### Први меч
| Клуб                                  | Резултат | Клуб |
| ------------------------------------- | --- | --- |
| Динамо Загреб                         | 1 - 2 | Црвена звезда |
| Датум                                 | 7. мај, 1985. | 7. мај, 1985. |
| Стадион                               | Стадион Максимир, Загреб | Стадион Максимир, Загреб |
| Гледалаца                             | 15.000 | 15.000 |
| Судија                                | Илијевски, Скопље | Илијевски, Скопље |
| Динамо Загреб (тренер: Томислав Ивић) | Ранко Стојић, Жељко Цупан (' Јасмин Џеко), Звијездан Цветковић, Мустафа Арслановић , Мирко Лулић, Срећко Богдан, Предраг Јурић (' Иван Цвјетковић), Сњежан Церин, Михаило Петровић, Марко Млинарић, Борислав Цветковић   | Ранко Стојић, Жељко Цупан (' Јасмин Џеко), Звијездан Цветковић, Мустафа Арслановић , Мирко Лулић, Срећко Богдан, Предраг Јурић (' Иван Цвјетковић), Сњежан Церин, Михаило Петровић, Марко Млинарић, Борислав Цветковић   |
| Црвена звезда (тренер: Гојко Зец)     | Живан Љуковчан, Златко Крмпотић, Зоран Димитријевић, Милан Јанковић, Марко Елснер, Драган Милетовић, Јовица Николић (' Милан Јовин), Бошко Ђуровски, Милко Ђуровски (' Мирослав Шугар), Митар Мркела, Сулејман Халиловић | Живан Љуковчан, Златко Крмпотић, Зоран Димитријевић, Милан Јанковић, Марко Елснер, Драган Милетовић, Јовица Николић (' Милан Јовин), Бошко Ђуровски, Милко Ђуровски (' Мирослав Шугар), Митар Мркела, Сулејман Халиловић |
| Стрелци                               | 0-1 Халиловић 63' (пен.) 0-2 Ђуровски 72' 1-2 Цвјетковић 83' | 0-1 Халиловић 63' (пен.) 0-2 Ђуровски 72' 1-2 Цвјетковић 83' |

### Други меч
| Клуб                                    | Резултат | Клуб |
| --------------------------------------- | --- | --- |
| Црвена звезда                           | 1 - 1 | Динамо Загреб |
| Датум                                   | 24. мај, 1985. | 24. мај, 1985. |
| Стадион                                 | Стадион ФК Црвена звезда, Београд | Стадион ФК Црвена звезда, Београд |
| Гледалаца                               | 60.000 | 60.000 |
| Судија                                  | Шоштарич, Марибор | Шоштарич, Марибор |
| Црвена звезда (тренер: Гојко Зец)       | Живан Љуковчан, Златко Крмпотић, Зоран Димитријевић, Милан Јанковић (' Миодраг Кривокапић), Марко Елснер, Драган Милетовић, Ђорђе Миловановић, Бошко Ђуровски, Златко Крџевић, Митар Мркела (' Мирослав Шугар), Сулејман Халиловић | Живан Љуковчан, Златко Крмпотић, Зоран Димитријевић, Милан Јанковић (' Миодраг Кривокапић), Марко Елснер, Драган Милетовић, Ђорђе Миловановић, Бошко Ђуровски, Златко Крџевић, Митар Мркела (' Мирослав Шугар), Сулејман Халиловић |
| Динамо Загреб (тренер: Зденко Кобешчак) | Ранко Стојић, Жељко Цупан, Јасмин Џеко, Мирко Лулић, Срећко Богдан, Славко Иштванић (' Предраг Јурић), Иван Цвјетковић, Сњежан Церин, Михаило Петровић, Марко Млинарић, Борислав Цветковић (' Никола Јурчевић)                     | Ранко Стојић, Жељко Цупан, Јасмин Џеко, Мирко Лулић, Срећко Богдан, Славко Иштванић (' Предраг Јурић), Иван Цвјетковић, Сњежан Церин, Михаило Петровић, Марко Млинарић, Борислав Цветковић (' Никола Јурчевић)                     |
| Стрелци                                 | 1-0 Халиловић 11' 1-1 Церин 38' | 1-0 Халиловић 11' 1-1 Церин 38' |